# GTE Financial
GTE Federal Credit Union är det officiella namnet på en bank med huvudkontor i Tampa, Florida. Banken använder både internt och extern det förkortade namnet GTE Financial, banken är en kooperativ bank, liknande en svensk sparbank, banken är registrerad och aktiv medlem i National Credit Union Administration (NCUA). 
De senaste medlemsiffror som finns att tillgå är från den 31 augusti 2012 då hade banken 185 890 medlemmar.
Banken grundades 1935 med de dåvarande namnet Peninsular Telephone Employees Credit Union till en början med var banken till för de anställda i Peninsular Telephone Company. Banken gick ihop med Verizon (dåvarande GTE) 1958. Från och med augusti 2012 bytte banken namn till enbart GTE Financial för att lättare kunna marknadsföra sina andra tjänster t.ex. billån och aktiemäklare.